# British Wildlife Centre

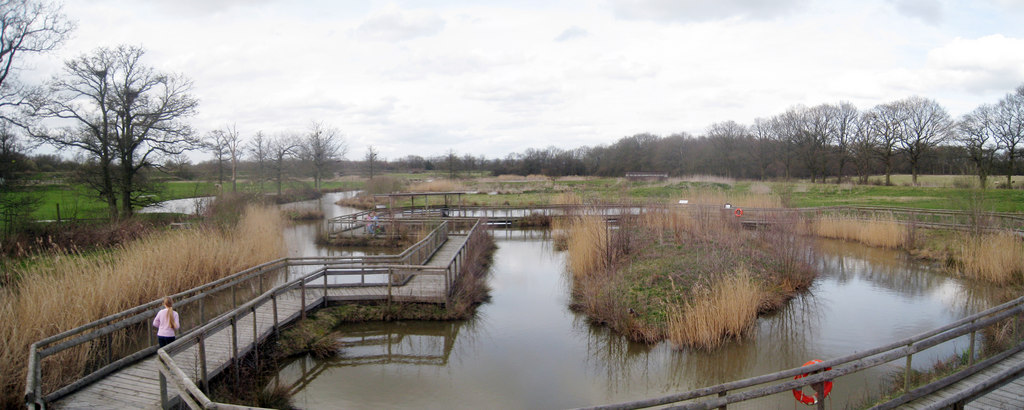
Wetland Boardwalk

Le British Wildlife Centre se situe à Newchapel, près de Lingfield (Surrey), en Angleterre. Ce centre a été fondé par David Mills en 1997, convertissant une ancienne ferme laitière en un centre pour préserver la faune et flore britannique. Initialement le centre était seulement ouvert aux groupes sur réservations, mais en 2000 il a été ouvert au grand public.

## Les animaux
Une quarantaine d'espèces britanniques sont protégées dans ce centre.

## Conservation
Le British Wildlife Centre désire instruire et encourager d'autres personnes à participer aux activités de conservation de la faune et la flore.